# همه‌پرسی‌های سوئیس (۲۰۱۷)
در ۲۰۱۷ چندین همه‌پرسی در سوئیس برگزار شد.

## همه‌پرسی‌های فوریه
سه همه‌پرسی در ۱۲ فوریه برابر با ۲۴ بهمن ۱۳۹۵ در سوئیس برگزار شدند:
- طرح فدرال مورخ ۳۰ سپتامبر ۲۰۱۶ با هدف تسهیل در به تابعیت گرفتن نسل سوم مهاجران[۳]
- طرح فدرال مورخ ۳۰ سپتامبر ۲۰۱۶ با هدف ایجاد صندوقی برای جاده‌های ملی و زیرساخت‌های شهری[۴]
- یک همه‌پرسی در مورد قانون فدرال مورخ ۱۷ ژوئن ۲۰۱۶ با هدف تجدیدنظر در قانون مالیات شرکت‌ها به‌منظور جذب و ابقای بنگاه‌های اقتصادی فراملیتی[۵]

### نتایج
| پرسش                                     | موافق     | موافق | مخالف     | مخالف | سفید/باطله | همهٔ آرا | رأی‌دهندگان نام‌نویسی‌شده | مشارکت | بلوک‌های موافق | بلوک‌های موافق | بلوک‌های مخالف | بلوک‌های مخالف | نتیجه    |
| پرسش                                     | آرا       | ٪     | آرا       | ٪     | سفید/باطله | همهٔ آرا | رأی‌دهندگان نام‌نویسی‌شده | مشارکت | همه           | نیمه          | همه           | نیمه          | نتیجه    |
| ---------------------------------------- | --------- | ----- | --------- | ----- | ---------- | ------- | ---------------------- | ------ | ------------- | ------------- | ------------- | ------------- | -------- |
| تسهیل در به تابعیت گرفتن مهاجران نسل سوم | ۱٬۴۹۹٬۶۱۵ | ۶۰٫۴  | ۹۸۲٬۸۳۳   | ۳۹٫۲  |            |         |                        | ۴۶٫۴   | ۱۵            | ۴             | ۵             | ۲             | تأیید شد |
| صندوق جاده و زیرساخت                     | ۱٬۵۰۵٬۷۳۵ | ۶۲٫۰  | ۹۲۳٬۷۸۷   | ۳۸٫۰  |            |         | ۴۵٫۵                   | ۲۰     | ۶             | ۰             | ۰             | تأیید شد      |          |
| قانون مالیات شرکت‌ها                      | ۹۸۹٬۳۰۶   | ۴۰٫۹  | ۱٬۴۲۷٬۹۴۶ | ۵۹٫۱  |            |         | ۴۵٫۲                   |        |               |               |               | رد شد         |          |
| منبع: دولت سوئیس ۱، ۲، ۳                 |           |       |           |       |            |         |                        |        |               |               |               |               |          |

## همه‌پرسی مه
در تاریخ ۲۱ مه برابر با ۳۱ اردیبهشت ۱۳۹۶ در سوئیس یک همه‌پرسی برای قبول یا رد لایحه انرژی نو که راهبرد انرژی ۲۰۵۰ را ترسیم می‌کند برگزار شد. بر مبنای این راهبرد، انرژی هسته‌ای تدریجاً حذف شده و جای آن را انرژی‌های تجدیدپذیر خواهند گرفت و بهره‌وری انرژی افزایش خواهد یافت. حزب مردم سوئیس با این طرح مخالفت کرد و در برابر آن یک همه‌پرسی اختیاری ترتیب داد. لایحهٔ انرژی با استقبال ۵۸٪ مردم مواجه شد.
| قانون انرژی      | ۱٬۳۲۱٬۹۴۷ | ۵۸٫۲ | ۹۴۹٬۱۶۹ | ۴۱٫۸ |  |  |  | ۴۲٫۴ | تأیید شد |
| منبع: دولت سوئیس |           |      |         |      |  |  |  |      |          |

## همه‌پرسی‌های سپتامبر
در روز ۲۴ سپتامبر برابر با ۲ مهر مردم سوئیس دربارهٔ مسائل زیر نظر دادند:
- طرح فدرال: امنیت غذایی[۶]
- طرح فدرال: افزایش اعتبارات مستمری‌های بازنشستگی[۷]
- قانون فدرال: اصلاحات ۲۰۲۰ دربارهٔ مستمری‌ها[۸]

| پرسش                                | موافق     | موافق | مخالف     | مخالف | سفید/باطله | همهٔ آرا | رأی‌دهندگان نام‌نویسی‌شده | مشارکت | بلوک‌های موافق | بلوک‌های موافق | بلوک‌های مخالف | بلوک‌های مخالف | نتیجه    |
| پرسش                                | آرا       | ٪     | آرا       | ٪     | سفید/باطله | همهٔ آرا | رأی‌دهندگان نام‌نویسی‌شده | مشارکت | همه           | نیمه          | همه           | نیمه          | نتیجه    |
| ----------------------------------- | --------- | ----- | --------- | ----- | ---------- | ------- | ---------------------- | ------ | ------------- | ------------- | ------------- | ------------- | -------- |
| امنیت غذایی                         | ۱٬۹۴۲٬۹۳۱ | ۷۸٫۷  | ۵۲۴٬۸۷۵   | ۲۱٫۳  |            |         |                        | ۴۶٫۰   | ۲۰            | ۶             | ۰             | ۰             | تأیید شد |
| افزایش اعتبارات مستمری‌های بازنشستگی | ۱٬۲۵۴٬۶۷۵ | ۵۰٫۰  | ۱٬۲۵۷٬۰۳۲ | ۵۰٫۰  |            |         | ۴۶٫۸                   | ۹      | ۱             | ۱۱            | ۵             | رد شد         |          |
| اصلاحات ۲۰۲۰ دربارهٔ مستمری‌ها        | ۱٬۱۸۶٬۰۷۹ | ۴۷٫۳  | ۱٬۳۲۰٬۸۳۰ | ۵۲٫۷  |            |         | ۴۶٫۷                   |        |               |               |               | رد شد         |          |
| منبع: دولت سوئیس ۱، ۲، ۳            |           |       |           |       |            |         |                        |        |               |               |               |               |          |